# Eomillerella
Eomillerella es un género de foraminífero bentónico considerado un sinónimo posterior de Eoendothyranopsis de la subfamilia Endothyrinae, de la familia Endothyridae, de la superfamilia Endothyroidea, del suborden Fusulinina y del orden Fusulinida. Su especie tipo era Endothyra scitula. Su rango cronoestratigráfico abarcaba el Tournaisiense (Carbonífero inferior).

## Discusión
Clasificaciones más recientes incluirían Eomillerella en el suborden Endothyrina, del orden Endothyrida, de la subclase Fusulinana de la clase Fusulinata. Algunas clasificaciones incluirían Eomillerella en la Subfamilia Eoendothyranopsinae de la Familia Endothyranopsidae. Otras clasificaciones la incluyen en la Subfamilia Globoendothyrinae, de la Familia Globoendothyridae.

## Clasificación
Eomillerella incluye a la siguiente especie:
- Eomillerella scitula †